# NM149狙击步枪
NM149狙击步枪是一款由挪威的武器修理公司在同挪威陆军的紧密合作下以毛瑟Gew 98步枪枪机为基础研发而来的栓动狙击步枪，这些枪机来自于纳粹德军在二战结束时遗留在挪威的毛瑟Kar98k步槍。虽然该枪最初设计只用于满足挪威军方的需求，但它已被挪威军警大量使用。
NM149有一型名为NM149-F1的升级型，它拥有更好、更强的耐风雨层压山毛榉木板枪托以及一根直径21毫米的美国造带准星的重型枪管，此外还配有一个AG-3步枪的消焰器。由于NM149-F1的枪托内没有支架床，使得枪在某些时候更易受天气变化影响。NM149-F1在需要的时候可以安装三脚架和抑制器。

## 外部連結
- （英文）-snipercentral.com—Vapensmia NM149S
- （英文）-武器修理公司官方网站（页面存档备份，存于）